# Cytospora vitis
Cytospora vitis är en svampart som beskrevs av Mont. 1856. Cytospora vitis ingår i släktet Cytospora och familjen Valsaceae.   Inga underarter finns listade i Catalogue of Life.